# Ukumbi
Ukumbi är en finländsk ideell organisation. Organisationens syfte är att erbjuda arkitekturtjänster i utvecklingsländer som saknar eller har för lite av dessa tjänster. Ukumbis målgrupp är unga och kvinnor i nöd. Ukumbi grundades år 2007 av arkitekterna Saija Hollmén, Jenni Reuter och Helena Sandman.

## Ideologi
Ukumbis syfte är att förebygga fattigdom och främja mänskliga rättigheter genom arkitektur. Byggnaderna skall också vara ekologiskt hållbara och om möjligt vara gjorda av lokala eller återvunna material.
År 2009 belönades Ukumbi med Finlands statliga utmärkelse för konst.

## Projekt
Ukumbi har projekt i bland annat Tanzania, Senegal, Kambodja, Egypten och Indien. Projekten är skyddshem, barnhem, skolor och ungdomscenter.

### Lista på projekt
- Kvinnocenter: Senegal 1995-2001
- Tunahaki barndomshemmet: Tanzania 2007 (icke förverkligat)
- Sra Pou yrkesskola: Kambodja 2010-2011
- Kouk Khleang ungdomscenter: Kambodja 2010-2014
- A.P.E. lärcenter: Egypten 2010-pågående projekt
- KWIECO skyddshem: Tanzania 2010-pågående projekt
- Nyang`oro elevhem: Tanzania 2016-pågående projekt

## Namnet
Ukumbi är swahili, som är det största språket i Subsahariska Afrika. Och det betyder forum eller mötesplats.